# Tiger Flowers
Theodore "Tiger" Flowers (Camilla, 5 de agosto de 1895 - Nova Iorque, 16 de novembro de 1927) foi um pugilista americano, campeão mundial dos pesos-médios em 1926. Flowers foi o primeiro boxeador negro na história do boxe a conquistar o título mundial dos pesos-médios.

## Biografia
Canhoto, Flowers era um boxeador rápido e bom de esquiva, que castigava os adversários com potentes combinações de golpes, mas que tinha como principal fraqueza o seu queixo de vidro, tendo sofrido dez nocautes entre suas quinze derrotas na carreira.
Era um homem extremamente religioso, diácono de sua congregação, que sempre entrava nos ringues portando uma Bíblia e notabilizou-se por recitar uma passagem do Salmo 144 antes de cada uma de suas lutas.
Flowers inciou sua carreira profissional no boxe em 1918, já com uma avançada idade de 23 anos de idade, vencendo suas primeiras 22 lutas antes de sofrer sua primeira derrota para Panama Joe Gans em 1921, em um nocaute em seis assaltos. Poucos meses após este embate, os dois tornaram a se enfrentar e, uma vez mais, Flowers terminou sendo nocauteado, dessa vez em apenas cinco rounds.
Entre 1922 e 1924, em virtude da extrema discriminação racial vigente na época, Flowers lutou primordialmente contra oponentes negros como ele, tendo tanto levado a melhor contra Battling Gahee, Eddie Palmer, George Robinson e James "Tut" Jackson, quanto sofrido duras derrotas para Kid Norfolk, Lee Anderson, Sam Langford e Jamaica Kid.
Em meados de 1924, em seu primeiro encontro contra o campeão mundial dos pesos-médios Harry Greb, Flowers fez um combate bastante equilibrado contra o campeão, que terminou sem um resultado oficial e que também dividiu a opinião dos jornais da época. Mais tarde, já próximo ao final de 1924, obteve uma expressiva vitória por nocaute no 3º assalto contra o ex-campeão mundial dos médios Johnny Wilson
Em 1925, quando já era considerado a maior ameaça ao título de Greb, obteve mais de vinte vitórias naquele ano e, apesar de duas derrotas esmagadoras por nocaute contra o futuro campeão mundial dos meios-pesados Jack Delaney, foi após uma muito contestada derrota contra o ex-campeão mundial dos meios-pesados Mike McTigue, em decisão divida dos jurados após dez assaltos de luta, que Flowers ganhou sua chance de disputar o título mundial dos pesos-médios.
Subindo ao ringue, no início de 1926, pela segunda vez na sua carreira contra o campeão Harry Greb, desta vez em luta válida pelo título mundial dos pesos-medios, Flowers saiu-se vencedor do embate, em uma decisão dividida dos jurados após quinze assaltos, desagradando a imensa parte dos jornais da época. Não obstante, Flowers ficou o título e defendeu-o com sucesso contra Greb seis meses mais tarde, novamente em uma decisão dividida dos jurados após quinze assaltos de luta.
No entanto, já no final de 1926, em sua segunda tentativa de defesa de título, Flowers foi derrotado pelo ex-campeão mundial dos meios-médios Mickey Walker, em uma decisão nos pontos após dez rounds, que foi anunciada sob vaias da platéia e que depois foi alvo de muitas críticas pelos jornais da época. O resultado dessa luta foi posteriormente analisado pela Comissão Atlética do Estado de Illinois, mas no final das contas o título foi mantido nas mãos de Walker.
Flowers seguiu lutando intensamente durante todo o ano de 1927 em busca de obter uma revanche contra Walker, no entanto, apenas quatro dias após sua última vitória contra Leo Gates, Flowers internou-se para uma cirurgia eletiva que intencionava a remoção de tecido cicatricial ao redor dos olhos. Tragicamente, Flowers veio a falecer em virtude de complicações desse procedimento, em uma morte espantosamente similar a de Harry Greb, que havia falecido um ano antes.
Em 1993, Tiger Flowers foi incluído na galeria dos maiores boxeadores de todos os tempos, que hoje estão imortalizados no International Boxing Hall of Fame.